# Гешке, Оттомар
О́ттомар Гео́рг Алекса́ндр Ге́шке (нем. Ottomar Georg Alexander Geschke; 16 ноября 1882, Фюрстенвальде — 17 мая 1957, Берлин) — немецкий политик, член СДПГ, НСДПГ, КПГ и СЕПГ. Антифашист.

## Биография
Оттомар Гешке родился в семье кузнеца, учился в народной школе и школе для мальчиков, затем обучился на слесаря и работал по профессии в Берлине. С 1908 года участвовал в рабочем движении. В 1910 году Гешке вступил в СДПГ, в 1917 году из-за несогласия по вопросу предоставления военных кредитов перешёл в НСДПГ. В Ноябрьскую революцию 1918 года избирался революционным старостой и входил в Берлинский совет рабочих и солдатских депутатов.
Гешке состоял в «Союзе Спартака», в 1919 году вступил в КПГ и в 1920 году работал в отделе партии по работе с профсоюзами. В 1923 году был избран в правление КПГ как представитель левого крыла. С 1925 года входил в состав ЦК и Политбюро партии. Являлся членом Исполнительного бюро Красного интернационала профсоюзов и с 1924 года входил в состав Исполкома Коминтерна. В 1921—1924 годах Гешке избирался депутатом прусского ландтага. На выборах 1924 года бы избран в рейхстаг и сохранял свой мандат до июля 1932 года.
За свою антифашистскую деятельность Гешке неоднократно подвергался арестам и заключению в тюрьмы и концентрационные лагеря. После прихода к власти национал-социалистов в 1933 году Гешке был арестован и содержался в концентрационных лагерях Лихтенбург, Зонненбург и Бухенвальд. В 1940 году был освобождён из заключения и проживал в Кёслине под полицейским наблюдением. После покушения на Гитлера 20 июля 1944 года Гешке был вновь арестован и помещён в концентрационный лагерь Заксенхаузен. В мае 1945 года был освобождён союзническими войсками.
После Второй мировой войны Гешке продолжил заниматься политикой и с 19 мая 1945 по 8 января 1947 года работал в магистрате Большого Берлина с Артуром Вернером во главе на должности советника по социальным вопросам. В апреле 1946 года Гешке вступил в СЕПГ и в 1946—1953 годах входил в состав правления отделения партии в земле Берлин. В 1947—1953 годах являлся председателем Объединения преследовавшихся нацистским режимом и избирался от этой организации в Народную палату ГДР. В 1953 году был избран в президиум Комитета антифашистских борцов сопротивления.
Похоронен в Мемориале социалистов на Центральном кладбище Фридрихсфельде в Берлине.